# Juan Felipe Osorio
Juan Felipe Osorio Arboleda (La Unión, 30 gennaio 1995) è un ciclista su strada colombiano che corre per il team Orgullo Paisa.

## Palmarès

### Strada
- 2016 (Manzana Postobón, una vittoria)

9ª tappa Clásico RCN (Barranquilla > San Jacinto)

#### Altri successi
- 2017 (Manzana Postobón)

Classifica scalatori Volta ao Algarve
- 2019 (Manzana Postobón)

Classifica scalatori Circuit de la Sarthe
- 2024 (Orgullo Paisa)

Classifica sprint Vuelta a Guatemala

## Piazzamenti

### Grandi Giri
- Vuelta a España

2017: 87º
2020: 113º

### Competizioni mondiali
- Campionati del mondo su strada

Toscana 2013 - In linea Juniores: 31º
Richmond 2015 - In linea Under-23: 80º
- Campionati del mondo su pista

Glasgow 2013 - Inseguimento a squadre Juniores: 7º
Glasgow 2013 - Corsa a punti Juniores: 4º
Glasgow 2013 - Americana Junior: 5º